# Uji
Uji (宇治市?, Uji-shi) è una città del Giappone che è stata inglobata nella periferia meridionale della città di Kyōto, nell'omonima prefettura. Attraverso la città scorre il fiume Uji (Uji-gawa), che ha le sue sorgenti nel lago Biwa. Nel corso del IV secolo il figlio dell'imperatore Ōjin costruì un palazzo in questa città.
Uji ha una popolazione di 188 264 abitanti (dati del 2014), che ne fanno la più grande città della prefettura dopo la stessa Kyōto. L'area su cui si estende la città è di 67,55 chilometri quadrati, con una densità di 2 793 abitanti per chilometro quadrato.

## Storia
Nel quarto secolo il figlio dell'imperatore Ōjin stabilì a Uji la sua dimora. 
Negli anni 1180, 1184 e 1221, Uji fu teatro della battaglia di Uji, mentre lo shōgun Ashikaga Yoshimitsu, regnante fra il 1358 e il 1408, promosse la coltivazione del tè verde nell'area di Uji.

## Monumenti e luoghi d'interesse
Nel 1994 Uji è stata inserita fra i patrimoni dell'umanità dell'UNESCO, grazie alla sua storia plurimillenaria. In particolare, il nome di Uji è legato a:
- il Byōdō-in, un tempio costruito nel 1052;
- la battaglia di Uji, combattuta nel XII secolo;
- una serie di templi buddhisti e santuari shintoisti costruiti in gran parte nel corso del XVII secolo;
- una varietà di tè, di altissima qualità, venduto fin dal 1160 in quello che probabilmente è il più antico negozio di tè del mondo; la varietà di tè di Uji venne promossa e incentivata dallo shōgun Ashikaga Yoshimitsu nel XIV secolo;
- gli ultimi capitoli dei Genji monogatari sono ambientati in questa città, il che attira un gran numero di visitatori letterari da tutto il mondo.

## Infrastrutture e trasporti

### Ferrovie
Uji è servita da tre diverse società ferroviarie: JR West, Keihan e Kintetsu. La linea principale Keihan unisce direttamente Kyoto con Osaka e serve la città di Uji grazie alla linea Keihan Uji, una diremazione del tronco principale che si distacca dalla stazione di Chushojima.
La linea Nara della JR East unisce invece Kyoto con Nara passando per Uji, e la stazione principale è la stazione di Uji, che prende ovviamente il nome dalla città. Sebbene lo stile della stazione sia moderno, si rifà allo stile del Byodo-in, il famoso tempio simbolo della città, che si trova a circa 10 minuti a piedi dalla stazione di Keihan Uji.
La linea Kintetsu Kyōto, unisce anch'essa Kyoto con Nara, e nel territorio di Uji possiede le stazioni di Ogura, Iseda e Ōkubo, che tuttavia non sono di interesse per visitare i principali luoghi turistici della città.

## Amministrazione

### Gemellaggi
- Kamloops